# Hoplathemistus discospinosus
Hoplathemistus discospinosus là một loài bọ cánh cứng trong họ Cerambycidae.